# Старчево
Старчево је градско насеље у граду Панчеву, у Јужнобанатском округу Аутономне Покрајине Војводине, у Републици Србији. Према попису из 2022. било је 6.661 становника.
Налази се на 9 километара југоисточно од Панчева и заузима простор од око 92,8 2. Насеље је граничарско-панонског типа и изграђено је под управом Војне границе. Поред места се налази истоимени археолошки локалитет из старијег неолита, по коме се читава култура добила назив старчевачка.

## Историја
На територији Старчева пронађена су налазишта из млађег каменог доба (5500–4500. године пре нове ере). Такође постоје и налазишта народа Сармата. Пронађени остаци потврђују да је на овом локалитету постојало трачанско-илирско, а касније и римско насеље.
Старчево се налази 9 километара источно од Панчева и заузима простор од 92,8 km². Насеље је граничарско-панонског типа и изграђивање му је вршено плански под руководством граничарске војне власти. Од 1738. год. насеље има ранг општине. Касније је спојено са Војловицом а сада је у саставу Града Панчева. Развоју Старчева доприноси близина Панчева и реке Дунав.
По првом предању име је постало од неког војводе Старчевића, који је имао двор на потезу који се данас зове Ђурђевац. Назив потиче од његовог сина који се звао Ђурђе. На Ђурђевцу су откопани остаци неке грађевине па и бунар. Друго предање говори о калуђеру у манастиру Војловица који је зван Старац. Он је из манастира изгонио непослушне слуге, а они су се насељавали на напуштеном земљишту ван манастира па је насеље названо Старчево. По трећем предању, код Надела је постојала колиба некога старца. Туда је водио пут којим су војници носили пошту од Опова према Ковину. Војници су често навраћали код старца па су и насеље које је ту постојало назвали Старчево. По манастирским архивским подацима један од калуђера којима је поверено опслуживање православног живља се звао Старац. Угарска власт је насељу дала име Терасо али се оно користило само административно. Највероватније је да су насеље у садашњем облику основали мигранти из Србије покренути сеобом Срба под Арсенијем Чарнојевићем и да је настало између 1690. и 1716. године. Након ослобађања од Турака долази до новог насељавања.
Старчево је од 1764. године православна парохија у Панчевачком протопрезвитерату. Аустријски царски ревизор Ерлер је 1774. године констатовао да место припада Панчевачком дистрикту. Насеље има милитарски карактер а становништво је измешано српско и влашко. Када је 1797. године пописан православни клир место Старчево је било парохијска филијала манастира Војловице. По оснивању Банатске војне границе долази до колонизације Немаца и Хрвата (највише је досељено од 1788 - 1792). Место је у то време претежно било пољопривредног карактера. Због повећања броја становника и немогућности налажења додатних извора прихода долази до исељавања у стране земље (највише у Америку 1907. и 1908). Напуштањем насеља од стране Немаца после Другог светског рата створена је основа за нову колонизацију, која је претежно извршена са територије уже Србије. После Другог светског рата, због близине Панчева и великог развоја индустрије, мења се социјална структура становништва и насеље престаје да буде чисто пољопривредно па долази до новог насељавања. Од 1981. године Старчево је насеље градског карактера јер је удео пољопривредног становништва износио мање од 30%. Током деведесетих година долази до нових али мањих миграција становништва, а последњих година долази и до новог спорадичног досељавања услед изванредне комуналне опремљености Старчева и близине Панчева и Београда.
Старчево има четири краја: Доњи и Горњи су староседелачки, а Радничко насеље и Шумице формирани су у другој половини 20. века као резултат околног индустријског развоја. У центру места је зграда некадашње општине, сада Месна заједница, подигнута још за време Марије Терезије, зграда Дома културе, школе, амбуланте, Општински стадион, музеј, и прелепо шеталиште на Тргу неолита.

## Култура
Данас Старчево има богат културни живот, који се остварује путем Дома културе, који је организатор неколико регионалних манифестација попут Фестивала малих тамбурашких састава "Старчевачка тамбурица", Фестивала акустичне гитаре "Гашини акорди", манифестације "Дани књиге", Летњег програма "Дани дружења" као и Екс ЈУ Рок Феста (суорганизација са Креативним културним клубом). Поред Креативног културног клуба који третира алтернативне облике културе у Старчеву је активно и Културно - уметничко друштво "Неолит" које баштини традиционални мелос и игре, а у томе се надопуњује са Тамбурашким оркестром "Неолит". При Дому културе активна је и изложбена галерија "Боем", у којој своје радове излажу бројни академски уметници. Бројност и друштвени активизам карактеристични су за друштвену надградњу Старчева, па је тако у месту активно око 30 удружења грађана и клубова који окупљају бројно чланство: Одред извиђача "Надел", Удружење спортских риболоваца "Надел", Голубарско друштво "Богојављање", Друштво пчелара "Старчево", Друштво винара, виноградара и дестилера "Старчево", удружење "Пагус", Удружење жена "Неолит", Мото клуб "Неолит"...
Од јуна 2020. године Старчево има свој музеј, који се налази на Тргу неолита и у коме су представљене епохе неолита и Банатске војне границе.

## Демографија
У насељу Старчево живи око 6300 пунолетних становника, а просечна старост становништва износи 38,2 година (36,8 код мушкараца и 39,7 код жена). У насељу има 2432 домаћинства, а просечан број чланова по домаћинству је 3,13. Ово насеље је углавном насељено Србима (према попису из 2002. године), а у последња три пописа, примећен је пораст у броју становника.
|  |

| Демографија | Демографија | Демографија |
| Година      | Становника  | Становника  |
| ----------- | ----------- | ----------- |
| 1948.       | 3.880       |             |
| 1953.       | 3.676       |             |
| 1961.       | 4.854       |             |
| 1971.       | 6.545       |             |
| 1981.       | 7.304       |             |
| 1991.       | 7.579       | 7.448       |
| 2002.       | 7.615       | 7.917       |

| Етнички састав према попису из 2002.‍ | Етнички састав према попису из 2002.‍ | Етнички састав према попису из 2002.‍ | Етнички састав према попису из 2002.‍ | Етнички састав према попису из 2002.‍ |
| ------------------------------------ | ------------------------------------ | ------------------------------------ | ------------------------------------ | ------------------------------------ |
|                                      |                                      |                                      |                                      |                                      |
| Срби                                 | Срби                                 |                                      | 6.205                                | 81,48%                               |
| Хрвати                               | Хрвати                               |                                      | 349                                  | 4,58%                                |
| Југословени                          | Југословени                          |                                      | 204                                  | 2,67%                                |
| Мађари                               | Мађари                               |                                      | 111                                  | 1,45%                                |
| Роми                                 | Роми                                 |                                      | 88                                   | 1,15%                                |
| Словаци                              | Словаци                              |                                      | 74                                   | 0,97%                                |
| Македонци                            | Македонци                            |                                      | 60                                   | 0,78%                                |
| Црногорци                            | Црногорци                            |                                      | 36                                   | 0,47%                                |
| Румуни                               | Румуни                               |                                      | 30                                   | 0,39%                                |
| Бугари                               | Бугари                               |                                      | 27                                   | 0,35%                                |
| Немци                                | Немци                                |                                      | 15                                   | 0,19%                                |
| Муслимани                            | Муслимани                            |                                      | 15                                   | 0,19%                                |
| Чеси                                 | Чеси                                 |                                      | 8                                    | 0,10%                                |
| Руси                                 | Руси                                 |                                      | 5                                    | 0,06%                                |
| Албанци                              | Албанци                              |                                      | 3                                    | 0,03%                                |
| Словенци                             | Словенци                             |                                      | 2                                    | 0,02%                                |
| Буњевци                              | Буњевци                              |                                      | 2                                    | 0,02%                                |
| Украјинци                            | Украјинци                            |                                      | 1                                    | 0,01%                                |
| Бошњаци                              | Бошњаци                              |                                      | 1                                    | 0,01%                                |
| непознато                            | непознато                            |                                      | 303                                  | 3,97%                                |

| Број домаћинстава                                        | 930 | 891 | 1.262 | 1.778 | 2.116 | 2.337 | 2.432 |   |   |           |        |
| Број домаћинстава по броју чланова према попису из 2002. |     |     |       |       |       |       |       |   |   |           |        |
| Број чланова                                             | 1   | 2   | 3     | 4     | 5     | 6     | 7     | 8 | 9 | 10 и више | Просек |
| Број домаћинстава                                        | 390 | 567 | 459   | 616   | 238   | 114   | 29    | 9 | 5 | 5         | 3,13   |

| Пол    | Укупно | Неожењен/Неудата | Ожењен/Удата | Удовац/Удовица | Разведен/Разведена | Непознато |
| ------ | ------ | ---------------- | ------------ | -------------- | ------------------ | --------- |
| Мушки  | 3.156  | 946              | 1.990        | 122            | 88                 | 10        |
| Женски | 3.162  | 573              | 2.003        | 474            | 107                | 5         |
| УКУПНО | 6.318  | 1.519            | 3.993        | 596            | 195                | 15        |

| Пол    | Укупно                    | Пољопривреда, лов и шумарство | Рибарство                            | Вађење руде и камена | Прерађивачка индустрија       |
| ------ | ------------------------- | ----------------------------- | ------------------------------------ | -------------------- | ----------------------------- |
| Мушки  | 1.551                     | 177                           | 0                                    | 1                    | 759                           |
| Женски | 837                       | 73                            | 0                                    | 0                    | 269                           |
| УКУПНО | 2.388                     | 250                           | 0                                    | 1                    | 1.028                         |
| Пол    | Производња и снабдевање   | Грађевинарство                | Трговина                             | Хотели и ресторани   | Саобраћај, складиштење и везе |
| Мушки  | 36                        | 116                           | 130                                  | 22                   | 119                           |
| Женски | 7                         | 19                            | 134                                  | 31                   | 35                            |
| УКУПНО | 43                        | 135                           | 264                                  | 53                   | 154                           |
| Пол    | Финансијско посредовање   | Некретнине                    | Државна управа и одбрана             | Образовање           | Здравствени и социјални рад   |
| Мушки  | 5                         | 29                            | 67                                   | 18                   | 16                            |
| Женски | 15                        | 43                            | 29                                   | 53                   | 103                           |
| УКУПНО | 20                        | 72                            | 96                                   | 71                   | 119                           |
| Пол    | Остале услужне активности | Приватна домаћинства          | Екстериторијалне организације и тела | Непознато            | Непознато                     |
| Мушки  | 17                        | 0                             | 0                                    | 39                   | 39                            |
| Женски | 17                        | 0                             | 0                                    | 9                    | 9                             |
| УКУПНО | 34                        | 0                             | 0                                    | 48                   | 48                            |

## Спорт
- ФК Борац Старчево, основан је 1926. и тренутно се такмичи у Војвођанској лиги Исток.
- ОК Борац Старчево, тренутно се такмичи у Суперлиги Србије (2020).
- Кошаркашки клуб Борац
- Кошаркашки клуб Неолит
- Рагби клуб Борац
- Шаховски клуб Борац, тренутно се такмичи у Другој лиги Србије